# Nord du Minas
 (février 2025).
Si vous disposez d'ouvrages ou d'articles de référence ou si vous connaissez des sites web de qualité traitant du thème abordé ici, merci de compléter l'article en donnant les références utiles à sa vérifiabilité et en les liant à la section « Notes et références ».
Le Nord du Minas est l'une des 12 mésorégions de l'État du Minas Gerais (Brésil). Elle regroupe 89 municipalités groupées en 7 microrégions.

## Données
La région compte 1 614 971 habitants pour 128 454 km2.

## Microrégions[1]
La mésorégion du Nord du Minas est subdivisée en 7 microrégions :
- Bocaiúva
- Grão Mogol
- Janaúba
- Januária
- Montes Claros
- Pirapora
- Salinas